# Russ Davies
Russ Davies (* Londýn, Anglie) je britský elektronický hudebník, producent a skladatel. Je známý především díky svým sólovým projektům Abakus a Cinnamon Chasers. Je synem Davea Daviese z The Kinks, se kterým v roce 2011 vydal elektronické prog rockové album Two Worlds. Na začátku nového milénia produkoval a psal pro hudební skupinu Nada, která hrála psychedelickou a taneční hudbu. Také spolupracoval na mnoha nahrávkách s producentem Youthem. Od roku 2002 Davies vydal mnoho nahrávek jako Abakus, včetně That Much Closer to the Sun (2004) a Tokyo Express EP (2014). Jako Cinnamon Chasers vydal například A Million Miles From Home (2009) a Science (2011).

## Diskografie

### Jako Abakus
| Rok  | Název alba                  | Detaily                                                                                       |
| ---- | --------------------------- | --------------------------------------------------------------------------------------------- |
| 2004 | That Much Closer to the Sun | - Vydáno: 2004 - Vydavatelství: Liquid Sound Design - Formát: digitální                       |
| 2008 | We Share the Same Dreams    | - Vydáno: listopad 2008 - Vydavatelství: Modus Records (MODREC 001CD) - Formát: CD, digitální |
| 2009 | Unreleased & Remixed        | - Vydáno: 2009 - Vydavatelství: (VBR 192) - Formát: CD, digitální, vinyl                      |
| 2010 | Prisms                      | - Vydáno: 2. února 2010 - Vydavatelství: Modus (013) - Formát: CD, digitální, vinyl           |
| 2012 | Futurism Part 1             | - Vydáno: 7. května 2012 - Vydavatelství: Modus - Formát: digitální                           |
| 2013 | Silent Geometry             | - Vydáno: 4. dubna 2013 - Vydavatelství: Modus - Formát: digitální                            |

| Rok  | Název alba                     | Detaily                                                                                           |
| ---- | ------------------------------ | ------------------------------------------------------------------------------------------------- |
| 2008 | Under The Stars EP             | - Vydáno: 4. listopadu 2008 - Vydavatelství: Modus Records (MODREC 001EP) - Formát: digitální     |
| 2009 | The Jaguar EP                  | - Vydáno: 2009 - Vydavatelství: Modus (006EP) - Formát: digitální                                 |
| 2010 | Wasted Feeling EP              | - Vydáno: 28. června 2010 (Argentina) - Vydavatelství: Sick Watona (SKW032) - Formát: digitální   |
| 2010 | Wasted Feeling (Remixes)       | - Vydáno: 19. července 2010 (Argentina) - Vydavatelství: Sick Watona (SKW034) - Formát: digitální |
| 2011 | Beyond The Fields EP           | - Vydáno: 4. července 2011 - Vydavatelství: Modus (BLV179150) - Formát: digitální                 |
| 2011 | Reworks Volume I (živé album)  | - Vydáno: 24 August 2011 - Vydavatelství: Modus - Formát: digitální                               |
| 2011 | Reworks Volume II (živé album) | - Vydáno: 18. října 2011 - Vydavatelství: Modus (BLV208360) - Formát: digitální                   |
| 2012 | Rmx1 – EP                      | - Vydáno: 14. října 2012 - Vydavatelství: Modus (BLV208360) - Formát: digitální                   |
| 2014 | Tokyo Express EP               | - Vydáno: 7. dubna 2014 - Vydavatelství: Modus (BLV946922) - Formát: digitální                    |

| Year | Název                         | Album                       | Poznámky                          |
| ---- | ----------------------------- | --------------------------- | --------------------------------- |
| 2004 | „That Much Closer to the Sun“ | That Much Closer to the Sun | Liquid Sound Design/BIGLIFE Music |
| 2004 | „Indu“                        | 2 track single              | Liquid Sound Design, 12" vinyl    |

Remixy
- „Trouble Sleeping (Abakus Remix of The Perishers)“ (RED Ink Records)
- 2006: „Apple Tree in My Back Yard“ (Abakus Remix z The Orb) z Illuminations (Liquid Sound Design)

Kompilace s Abakusovými skladbami
- 2002: Elucidations (Liquid Sound Design/Dragonfly) – skladba „Return To Rama“
- 2003: Youth in Dub (Liquid Sound Design) – skladba California Sunshine
- 2004: Wider Horizons (Liquid Sound Design) – skladba „Earthgarden (Abakus Remix)“
- 2005: Satori (Zulu Lounge Records, Spain) – skladby „Apricots“, „Keep on Truckin'“
- 2005: Calibrate Your Intuition (Dragonfly Records, UK) – skladatel „Narcotic Resistance (We Give Ourselves into Intuition Mix)“ od Youth vs. Abakus
- 2005: Multiple Organisms (Nice Dreams Music, Spain) – skladba „Rainbow Warrior“
- 2006: Illuminations (Liquid Sound Design) – skladba "Spiritual Being" od Youth vs. Abakus, skladba „Apple Tree in My Back Yard“ (The Orb remix)

### Jako Cinnamon Chasers
| Rok  | Název alba                | Detaily |
| ---- | ------------------------- | --- |
| 2009 | A Million Miles From Home | - Vydáno: 16. června 2009 - Vydavatelství: E1 Ent (Severní Amerika) / Modus Records (MODREC 002CD) - Formát: digitální |
| 2010 | Luv Deluxe (Remixes)      | - Vydáno: 28. ledna 2010 - Vydavatelství: Modus (011) - Formát: digitální                                              |
| 2011 | Science                   | - Vydáno: 25. ledna 2011 - Vydavatelství: Modus (023) - Formát: CD, digitální                                          |
| 2015 | Great Escape              | - Vydáno: 2. března 2015 - Vydavatelství: Modus - Formát: digitální                                                    |

| Rok  | Název alba                              | Detaily                                                                                     |
| ---- | --------------------------------------- | ------------------------------------------------------------------------------------------- |
| 2009 | White Flag EP                           | - Vydáno: květen 2009 - Vydavatelství: Modus Records (MODREC005EP) - Formát: CDr, digitální |
| 2009 | The Elements                            | - Vydáno: 25. srpna 2009 - Vydavatelství: Modus (009) - Formát: digitální                   |
| 2010 | Roxy Music: Remixes by Cinnamon Chasers | - Vydáno: 5. února 2010 - Vydavatelství: Virgin Records - Formát: EP                        |
| 2010 | Sunset Drive                            | - Vydáno: duben 2010 - Vydavatelství: Modus (014) - Formát: digitální                       |
| 2011 | Science Remixes (Part 1)                | - Vydáno: 12. června 2011 - Vydavatelství: Modus (024) - Formát: digitální                  |
| 2011 | Science Remixes (Part II)               | - Vydáno: 8. září 2011 - Vydavatelství: Modus - Formát: digitální                           |
| 2012 | Dreams & Machines                       | - Vydáno: 25. listopadu 2012 - Vydavatelství: Modus (BLV413010) - Formát: CD, digitální     |
| 2013 | Time.Body.Tears                         | - Vydáno: 18. června 2013 - Vydavatelství: Modus - Formát: digitální                        |

| Rok  | Název                            | Album                | Poznámky                               |
| ---- | -------------------------------- | -------------------- | -------------------------------------- |
| 2008 | „Jetstreams / Luv Deluxe“        | 4 skladbový single   | Modus (MODREC 002EP), 1. prosince 2008 |
| 2009 | „Modern Love / End Story“        | 2 skladbový singl    | Modus (003EP), 16. ledna 2009          |
| 2010 | „Jetstreams (Faze Action Remix)“ | 3 skladbový singl    | Modus (007), 14. dubna 2010            |
| 2010 | „The Bomb“                       | pouze singl          | Modus (015), 18. června 2010           |
| 2010 | „So Hard to Say“                 | pouze singl          | Modus (016), 23. června 2010           |
| 2010 | „Future Disco“                   | pouze singl          | Modus (017), 23. června 2010           |
| 2012 | „Warm Rush“                      | Dreams & Machines EP | Promo singl o Earmilk, březen 2012     |

### S Nada
Kompilace se skladbami od Nada
- 2003: Butterfly Dawn (Liquid Sound Design/Dragonfly) – skladby „Earthgarden“, „Raja Mati“, „Manakhana“
- 2003: Indian Sunset od Pathaan (Altura Music) – skladba „Raja Mati“
- 2003: Mountain High (Candyflip Records, Řecko) – skladba „Numbers“
- 2004: Wider Horizons (Liquid Sound Design, UK) – skladba „Earthgarden (Abakus Remix)“
- 2003: Ying Yang Room (Bar de Lune Records) – skladba „Raja Mati“
- 2004: Mar Y Tierra (Zulu Lounge Records, Španělsko) – skladba „Bamboo Dub“
- 2005: Whirl-Y-Waves Volume 3 (Whirl-Y-Music) – skladba „Earthgarden“
- 2005: Tantra Trance – Music For Magic Moments (Yellow Sunshine Explosion) – skladba „Earthgarden“
- 2006: Relaxed Journeys (Chill Tribe Records, Norsko) – skladba „Earthgarden (Jong Remix)“
- 2007: City Beach Club 4 (Wax 'n' Soul Records, Německo) – skladba „Earthgarden (Abakus Remix)“
- 2007: Ketama Live Vol. 1 by Youth (World Club Music, Rusko) – skladba „Manakhana“
- 2008: Globetronica by Pathaan (Platipus, UK) – skladba „Bamboo Dub“
- 2011: Buddha-Bar XIII (George V Records/Wagram, Francie) – skladba „Bamboo Dub“
- 2011: A Night @ Buddha-Bar Hotel (George V Records, Francie) – skladby „Earth Garden“, „Rajamati“
- 2011: Ketama Vision od Youthe (Algorythmik Records, Ketama Records, Rusko) – skladba „Manakhana Youth Remix“ (remix od Youth z Nada)
- 2012: East. Restaurant Lounge & Deep Bar od Ping (StereoSale, Rusko) – skladba „Bamboo Dub“

### S Davem Daviesem
| Rok  | Název alba                                          | Detaily                                                                              |
| ---- | --------------------------------------------------- | ------------------------------------------------------------------------------------ |
| 1998 | Purusha and the Spiritual Planet (od Crystal Radio) | - Vydáno: říjen 1998 - Vydavatelství: Meta Media Records (#MM-01) - Formát: audio CD |
| 2008 | Decategorized Sound (od Crystal Radio)              | - Vydáno: 2008 - Vydavatelství: CD Baby - Formát: audio CD                           |
| 2011 | Two Worlds (od The Aschere Project)                 | - Vydáno: 2011/22. ledna 2013 - Vydavatelství: Modus Records - Formát: CD, digitální |

### Soundtracky
| Rok  | Název alba                                                            | Detaily                                                                       |
| ---- | --------------------------------------------------------------------- | ----------------------------------------------------------------------------- |
| 2013 | Controller EP (Original Motion Picture Soundtrack) (od Russe Daviese) | - Vydáno: 16. září 2013 - Vydavatelství: Modus Recordings - Formát: digitální |